# Antoni Garcia i Lamolla
Antoni Garcia i Lamolla (Barcelona, 24 de juny de 1910 – Dreux, 13 de gener de 1981), també conegut com a AG Lamolla, fou un pintor català logicofobista, membre del Grup ADLAN i influenciat pel surrealisme.
A més de pintor fou també escultor i dibuixant. Company inseparable d'en Leandre Cristòfol fins a les acaballes de la Guerra Civil, aquest pintor, traslladat des de molt petit a Lleida, coincideix per primera vegada amb el nostre escultor a l'Acadèmia de Justo Almela, i posteriorment l'any 1931 en el grup Studi d'Art. El naixement de la revista Art provocarà la conjunció de tots dos amb Enric Crous i Josep Viola, la connexió amb el moviment ADLAN i la participació (juntament amb els mateixos Leandre Cristòfol i Josep Viola) en l'Exposició Logicofobista de Barcelona, una mostra que li obrirà les portes per exposar a Tenerife i París. La Guerra Civil truncarà una trajectòria clarament ascendent i provocarà l'exili a França, on acabarà fixant la seva residència a la ciutat de Dreux per dedicar-se a impartir classes de dibuix i pintura. Els treballs d'aquesta època, immersors encara dins postulats surrealistes, s'impregnen inevitablement del pessimisme i la duresa que acompanya una experiència vital marcada per la Guerra Espanyola.

## Biografia
Es va formar a Tarragona i Lleida, ja que el seu pare es dedicava al món ferroviari i canviaven sovint de ciutat. El 1924 es va establir a Lleida, es va apuntar a classes de dibuix i pintura l'acadèmia de Justo Almela i amb el temps va entrar en contacte amb artistes com Leandre Cristòfol, Enric Crous, Josep Benseny o Manuel Viola, entre d'altres. Fou dels primers pintors a destacar d'entre aquest grup, relacionat amb la revista Art. Federico García Lorca o Paul Éluard van ser dels primers personatges que reconegueren els seus treballs.
Quan va esclatar la Guerra Civil espanyola, Lamolla es trobava en el moment d'eclosió de la seva carrera artística, que es va veure truncada. Va servir al bàndol republicà. L'artista va col·laborar a diverses revistes i òrgans anarquistes de Catalunya com ara Acracia i Ruta y Esfuerzo. Una de les anècdotes durant la Guerra Civil és que va salvar, junt amb Enric Crous i Vidal, Salvador Roca i Lletjós i el mateix mossèn Josep Maria Llorenç i Venturels, els tapissos i altres tresors de la Seu Vella de Lleida. Per por d'actes vandàlics, una nit van traslladar diverses peces artístiques al museu local des de la catedral.
Posteriorment va haver d'exiliar-se a Dreux on fundà una escola gratuïta de dibuix i més endavant a París, on continuà amb la pintura. Poc abans havia conegut a Fidela González Cepero, qui esdevindria la seva dona. Després de la guerra, va passar un període al camp de concentració del Barcarès. Al sortir del camp va establir-se a Dreux amb la seva dona. Junts van tenir 4 fills. En aquest període es va relacionar amb els pintors espanyols que pertanyien a l'escola de París.
No va tornar a l'Estat espanyol fins als anys 1960. Durant els anys 1970 va realitzar diverses exposicions a ciutats com Saragossa, Madrid, Lleida o Osca.
Durant el 2010, amb motiu del centenari del seu naixement, el Museu d'Art Jaume Morera de Lleida li dedicà una exposició retrospectiva, coorganitzada pel museu, l'Ajuntament de Lleida i la Sociedad Estatal de Conmemoraciones culturales. A la mostra es podien veure també obres d'altres artistes com Leandre Cristòfol, Joan Miró, Maurice Vlaminck, Emili Grau Sala, Joan Rebull. La televisió local Lleida TV va realitzar separadors de programes basats en la seva obra com a homenatge durant el 2010.

## Obra
Pintor amb clares influències surrealistes, fou un dels introductors del gènere a Catalunya, juntament amb Salvador Dalí i Joan Miró, tot i que no ha tingut el mateix reconeixement popular. Al Museu Nacional d'Art de Catalunya es conserven 3 obres seves des de l'any 2008, una donada per Yolanda García-Lamolla i les altres dues adquirides pel museu. També es pot veure obra seva al Museu d'Art Jaume Morera, gràcies a la cessió que la família va realitzar a l'Ajuntament de Lleida el 2005.

## Obres destacades
- L'espectre de les tres gràcies dins l'aura subtil (1935)
- Diari d'un psicoanalista
- Permanència d'un record

## Exposicions destacades
- 1934 - Primera exposició individual a les Galeries Syra de Barcelona
- 1935 - Primera exposició individual al Centro Permanente de la Construcción de Madrid
- 1936 - Exposició Logicofobista a la Galeria Catalonia, a Barcelona
- 1936 - Exposición de Artistas Ibéricos, al Jeu de Paume, a París
- 1974 - El Surrealisme a Catalunya (1925-1975) a la Galeria Dau al Set a Barcelona.
- 1988 - Surrealisme a Catalunya: 1924/1936 : De "L'Amic de les Arts" al Logicofobisme al Centre d'Art Santa Mònia de Barcelona
- 2010 - Lamolla. Mirall d'una època, Museu d'Art Jaume Morera de Lleida[14]
- 2010 - Forma, signo y realidad. Escultura española 1900-1935, Museu Oteiza